# Egoizm etyczny
Egoizm etyczny (łac. ego - ja) – światopogląd twierdzący, że jednostka powinna robić to, co leży w jej własnym interesie. To, co leży w jej interesie może być w efekcie krzywdzące, korzystne lub neutralne dla innych. Etyczny egoizm nie powinien być mylony z racjonalnym egoizmem, który utrzymuje, że działanie we własnym interesie jest racjonalne, a niekoniecznie etyczne. Zwolennicy libertarianizmu są egoistami racjonalnymi.

## Definicja pojęcia
Etyczny egoizm nie uznaje za konieczne ignorowanie potrzeb innych, ani nie wymaga, by jednostka nie brała pod uwagę dobra innych. Pozwala na oba, tak długo jak wybór ten skutecznie zaspokaja jej interes.
Etyczny egoizm jest przeciwieństwem etycznej doktryny altruizmu, który utrzymuje, że jednostki są etycznie zobowiązane do pomocy lub służenia innym. Egoizm etyczny zakłada, że wartości takie jak szczerość, prawość czy uczciwość są etyczne jedynie wtedy, gdy leżą w interesie jednostki.
Wielu uznaje takie spojrzenie za nie do przyjęcia, a jego obrońcy zazwyczaj redefinują pojęcie "własnego dobra", aby zawrzeć w nim dobro innych. Można dowodzić, że ranienie lub manipulowanie innymi jest tym, co jest w najlepszym interesie jednostki, ale z drugiej strony niektórzy twierdzą, że pomaganie innym jest czasami najlepszym sposobem aby pomóc sobie, albo że pozwalanie innym na wolność przynosi efekty leżące w interesie jednostki.

## Egoizm etyczny w kontekstach filozoficznych
Etyczny egoizm jest spotykany m.in. w filozofiach Fryderyka Nietzsche i Maxa Stirnera. Inni, jak Ayn Rand (racjonalna egoistka), Thomas Hobbes i David Gauthier twierdzili że konflikty, które pojawiają się, gdy każdy dba tylko o siebie, mogą być rozwiązane (dla dobra wszystkich) tylko kiedy wszyscy dobrowolnie poświęcą część ze swoich celów dla zrównania wolności jednostek. Właśnie idea poświęcenia swojego krótkotrwałego interesu na rzecz długoterminowego dobra jest głównym argumentem filozofów popierających egoizm etyczny.
Nietzsche (w Poza Dobrem i Złem) i Alasdair MacIntyre (w Dziedzictwie cnoty) wskazywali, że starożytni Grecy nie wiązali moralności z Altruizmem tak jak miało to miejsce w post-chrześcijańskiej cywilizacji zachodu. Podobnie, zwolennicy Rand argumentują, że Grecy, tacy jak Arystoteles (dla którego duma była cnotą), byli etycznymi egoistami. Jednakże ani Nietzsche, ani MacIntyre, ani Grecy nie wiązali etycznego egoizmu z moralnością. Przykładowo, Arystoteles mówił, że mamy obowiązki zarówno wobec siebie, jak i wobec innych ludzi (przyjaciół), i do polis w ogóle.